# Sinop (provincie)
Sinop is een provincie in Turkije. De provincie is 5858 km² groot en heeft 225.574 inwoners (2000). De provincie ligt langs de Zwarte Zee, met een kustlijn van 175 km. De hoofdstad is het gelijknamige Sinop.

## Bevolking
De provincie Sinop telt 207.427 inwoners op het begin van 2017. Dat is een stijging van 0,95% ten opzichte van 2016. De meerderheid van de woont in twee districten, namelijk: het district  Sinop met zo'n 63200 inwoners en het district  Boyabat met zo'n 44 duizend inwoners. De districten  Dikmen en  Saraydüzü zijn het dunstbevolkt met 5012 respectievelijk 4883 inwoners.  
De bevolking is snel aan het vergrijzen en ontgroenen: 18,15% is 65 jaar of ouder, terwijl 17,23% van de bevolking zich in de leeftijdscategorie vanaf 0 tot en met 14 jaar bevindt. De gemiddelde leeftijd is 39 jaar en is daardoor het hoogst van alle Turkse provincies (de gemiddelde leeftijd in Turkije is 31 jaar). De vergrijzing is vooral een probleem in dorpen op het platteland. In veel dorpen wonen alleen maar ouderen, doordat de jongeren naar grotere steden zijn geëmigreerd. Het district  Saraydüzü heeft de oudste bevolking in Turkije: de gemiddelde leeftijd in het district is bijna zestig jaar.

## Bestuurlijke indeling

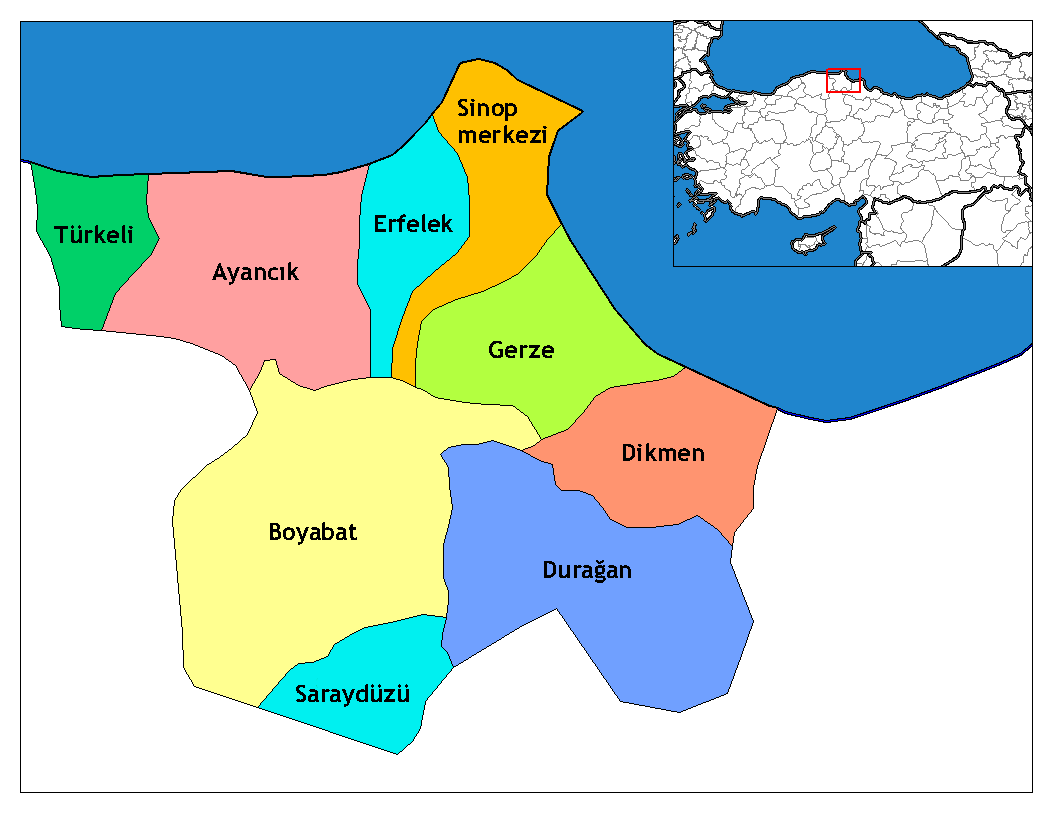
Districten van Sinop

### Districten
De provincie bestaat uit de volgende negen districten:
| - Ayancık - Boyabat - Dikmen | - Durağan - Erfelek - Gerze | - Saraydüzü - Sinop - Türkeli |